# Дакворт, Дик
Ри́чард Ха́ргривз Дакво́рт (англ. Richard Hargreaves Duckworth; родился 14 сентября 1882 года в Манчестере, Англия), более известный как Дик Дакво́рт (англ. Dick Duckworth) — английский футболист. Выступал на позиции правого хавбека.

## Футбольная карьера
Дик Дакворт родился в Коллихерсте, Манчестер. На молодёжном уровне выступал за местные команды «Смедли Роуд Скул», «Харперхи Уэслиан Джуниорс» и «Стретфорд», после чего перешёл в «Ньютон Хит». В 1902 году клуб изменил название на «Манчестер Юнайтед». Дакворт дебютировал за основной состав «Юнайтед» 19 декабря 1903 года в матче против «Гейнсборо Тринити». Он помог своей команде одержать победу со счётом 4:2, забив один из голов.
После назначения главным тренером команды Эрнеста Мангнэлла Дакворт чаще всего играл правого хавбека в связке с Чарли Робертсом и Алексом Беллом. В сезонах 1907/08 и 1910/11 Дакворт вместе с «Юнайтед» выиграл чемпионские титулы Первого дивизиона, а в 1909 году — финал Кубка Англии.
В декабре 1913 года Дакворт получил тяжёлую травму колена, после которой он так и не смог полностью восстановиться и досрочно завершил карьеру. Его последним матчем за «Манчестер Юнайтед» стала встреча с «Мидлсбро» 15 ноября 1913 года. Всего за «Юнайтед» Дакворт провёл 254 матча и забил 11 голов.

## Достижения
Манчестер Юнайтед
- Чемпион Первого дивизиона (2): 1907/1908, 1910/1911
- Обладатель Кубка Англии: 1909
- Обладатель Суперкубка Англии (2): 1908, 1911
- Итого: 5 трофеев

## Статистика выступлений
| Клуб              | Сезон            | Лига | Лига | Кубок Англии | Кубок Англии | Суперкубок Англии | Суперкубок Англии | Итого | Итого |
| Клуб              | Сезон            | Игры | Голы | Игры         | Голы         | Игры              | Голы              | Игры  | Голы  |
| ----------------- | ---------------- | ---- | ---- | ------------ | ------------ | ----------------- | ----------------- | ----- | ----- |
| Манчестер Юнайтед | 1903/04          | 1    | 1    | 0            | 0            | -                 | -                 | 1     | 1     |
| Манчестер Юнайтед | 1904/05          | 8    | 6    | 0            | 0            | -                 | -                 | 8     | 6     |
| Манчестер Юнайтед | 1905/06          | 10   | 0    | 0            | 0            | -                 | -                 | 10    | 0     |
| Манчестер Юнайтед | 1906/07          | 28   | 2    | 2            | 0            | -                 | -                 | 30    | 2     |
| Манчестер Юнайтед | 1907/08          | 35   | 0    | 3            | 0            | 2                 | 0                 | 40    | 0     |
| Манчестер Юнайтед | 1908/09          | 33   | 0    | 6            | 0            | 0                 | 0                 | 39    | 0     |
| Манчестер Юнайтед | 1909/10          | 29   | 0    | 1            | 0            | 0                 | 0                 | 30    | 0     |
| Манчестер Юнайтед | 1910/11          | 22   | 2    | 3            | 0            | 0                 | 0                 | 25    | 2     |
| Манчестер Юнайтед | 1911/12          | 26   | 0    | 6            | 0            | 1                 | 0                 | 33    | 0     |
| Манчестер Юнайтед | 1912/13          | 24   | 0    | 5            | 0            | 0                 | 0                 | 29    | 0     |
| Манчестер Юнайтед | 1913/14          | 9    | 0    | 0            | 0            | 0                 | 0                 | 9     | 0     |
| Всего за карьеру  | Всего за карьеру | 225  | 11   | 26           | 0            | 3                 | 0                 | 254   | 11    |

## После завершения карьеры
После завершения футбольной карьеры Дакворт управлял пабом Queen's Arms в Манчестере.